# Silvanoprus distinguendus
Silvanoprus distinguendus es una especie de coleóptero de la familia Silvanidae.

## Distribución geográfica
Habita en la India y Sri Lanka.